# Сюзане

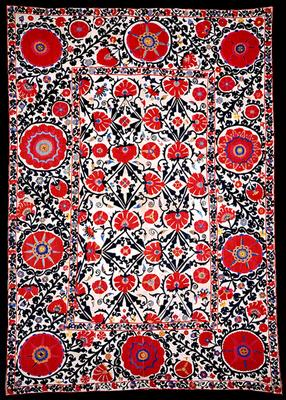
Традиционное сузани

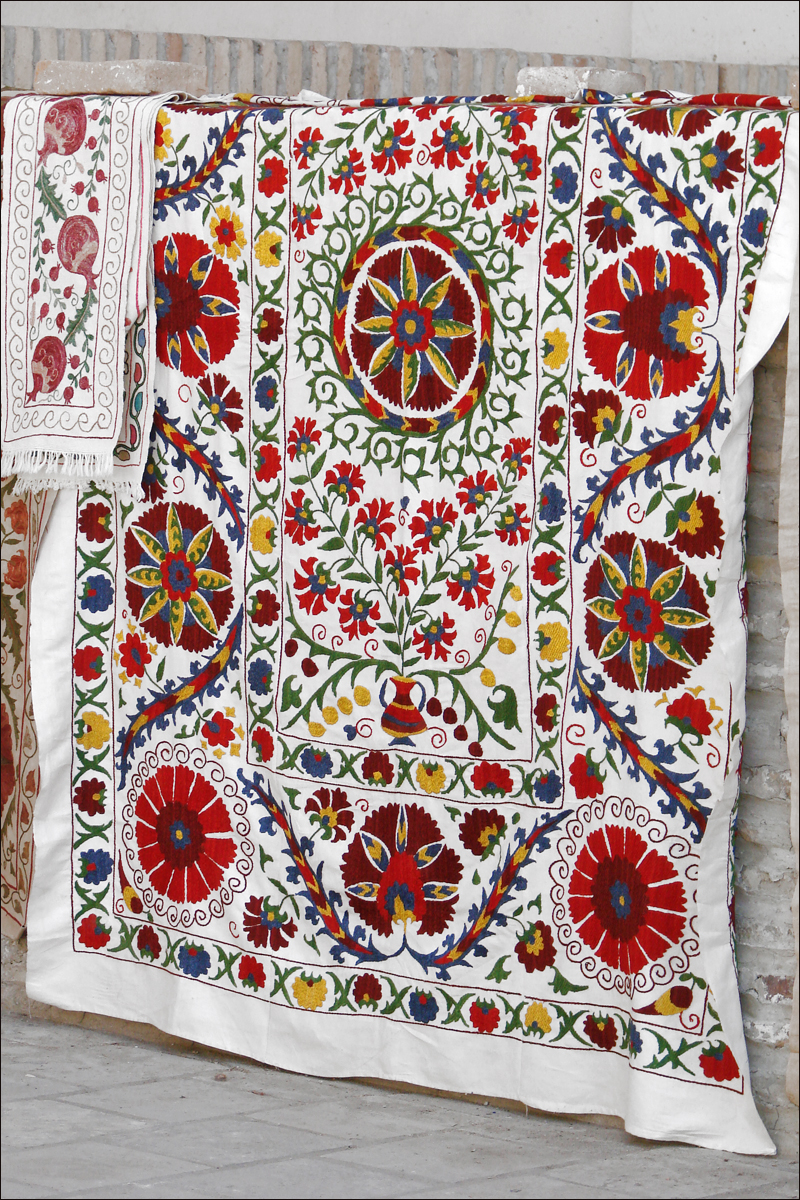
Бухарское сузани

Сюзане́, сузани́ (тадж. Сӯзанӣ/Сӯзандӯзӣ, узб. So'zana, перс. سوزنی‎ — «шитый иглой») — это вышитый вручную декоративный текстиль, который изготавливают в основном в Таджикистане, Узбекистане и Иране. Слово сузани с таджикского языка (сузан) означает иглу. Искусство изготовления таких тканей в Иране называется сузандузи (перс. سوزندوزی‎).
По словам этнографа и востоковеда Сухарева, Ольга Александровна термин «сюзане» который часто встречается в литературных источниках, является неправильным.
Сузани, как правило, вышивают из хлопка (иногда из шёлка) в состав основной ткани, вышитые шелковой или хлопчатобумажной нитью. Также используются цепи, сатини, петельные стежки основной стежки. Существует также широкое использование коучинг, в котором декоративные нити укладывают на ткань приподнимая линию сшивания в месте с вторым потоком. Сузани часто делаются из двух или более частей, которые затем сшиваются между собой.
Популярные мотивы дизайна включают в себе солнце и луну, цветы (особенно тюльпаны, гвоздики, ирисы), листья и виноградные лозы, фрукты (особенно гранаты), и иногда форма рыб и птиц.
Считается что сузани возник в конце 18 и начала 19 веков, но некотороые специалисты полагают что они были в придуманы задолго до 18 века. В начале 15 века посол Кастилии Руи де Клавихо Гонсалес который был у Тамерлана в Самарканде, оставил подробные описания вышивок, которые вероятно и были предшественниками сузани.
Сузани традиционно входило в приданое, которое невеста делала себе на свадьбу.
Мотивы сузани использовали и в других искусствах: так, Абдулла Джин прославился своей керамической плиткой, расписанной под сузани.

## Виды
- Самаркандское сузани
- Бухарское сузани
- Худжандское сузани
- Шахрисабское сузани
- Уратюбинское (Истаравшанское) сузани
- Лакайское сузани
- Нуратинское сузани
- Пскентское сузани
- Ташкентское сузани
- Персидское сузани

## Галерея

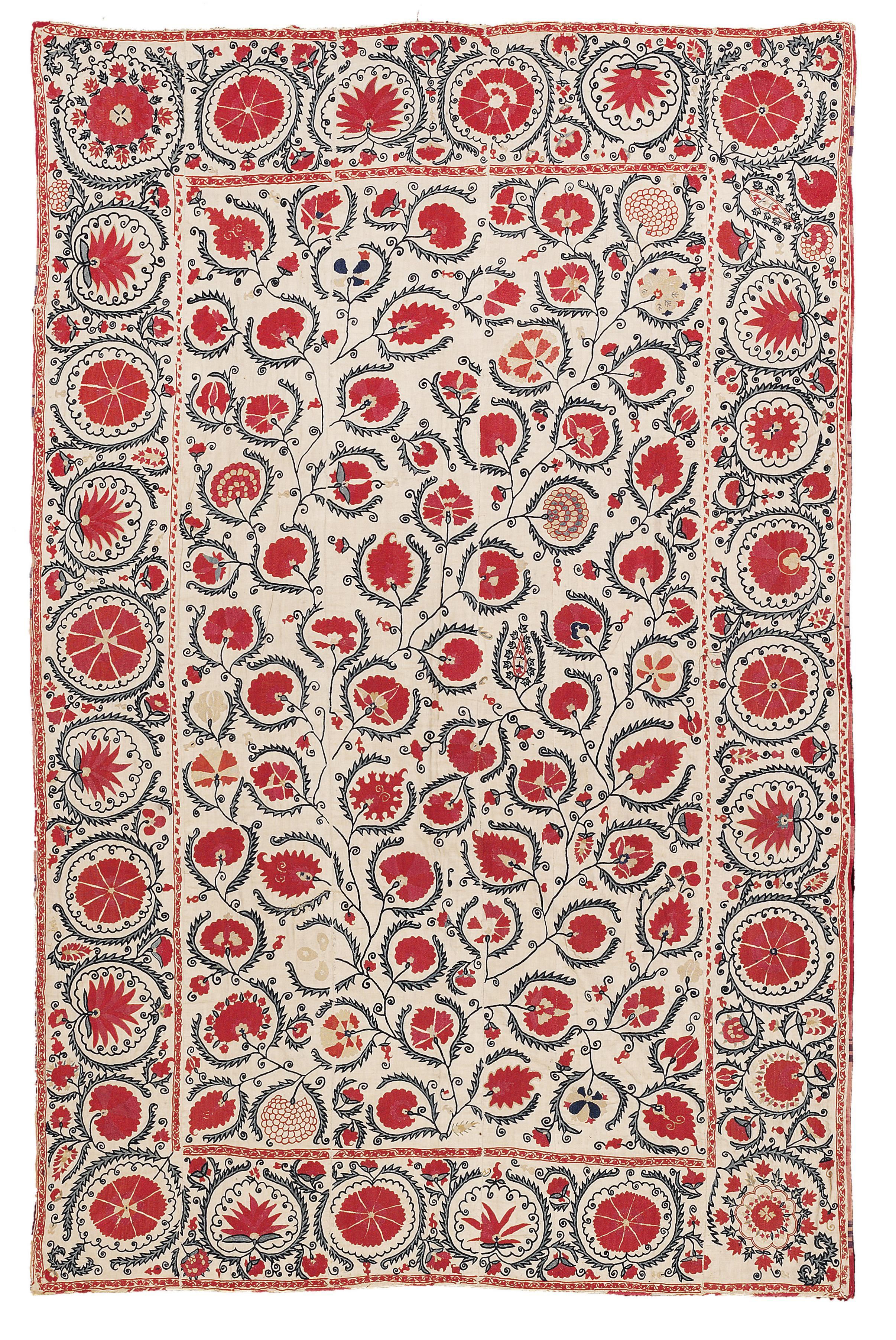
Вид Бухарского сузани
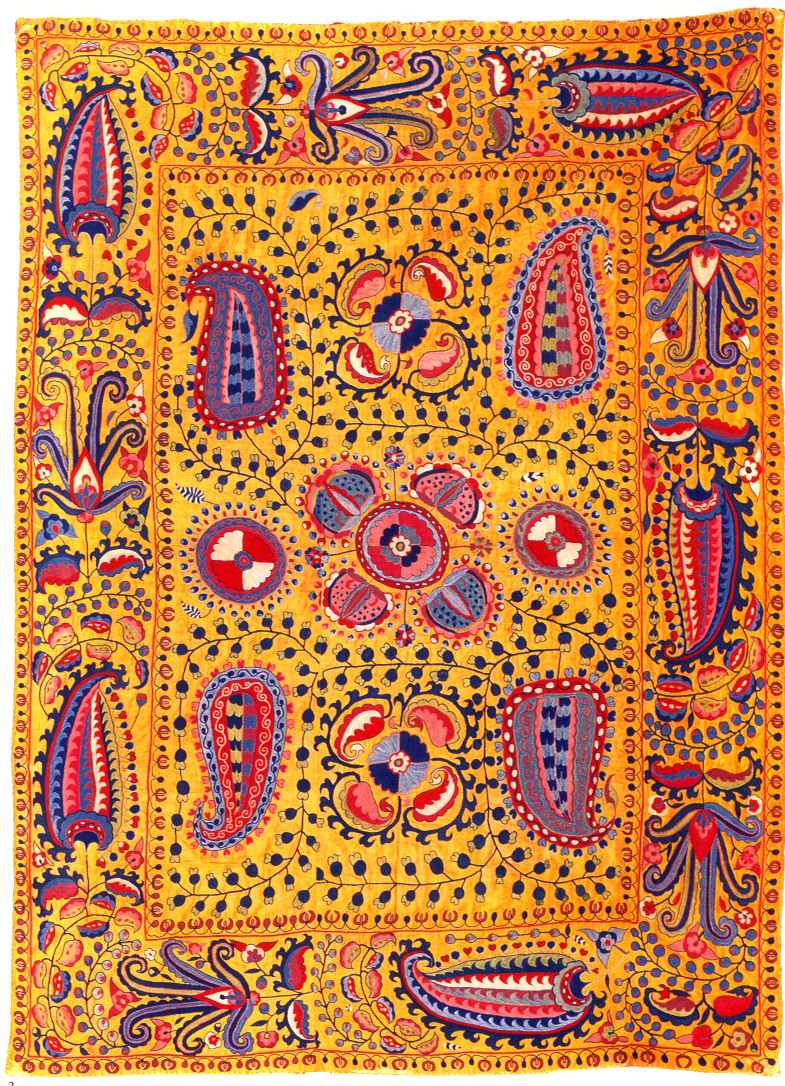
Лакайское сузани
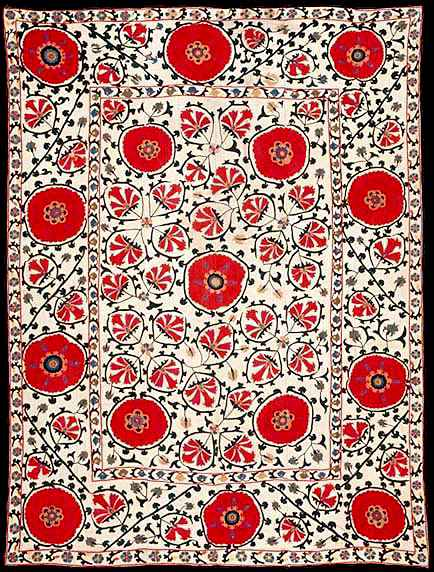
Шахрисабское сузани
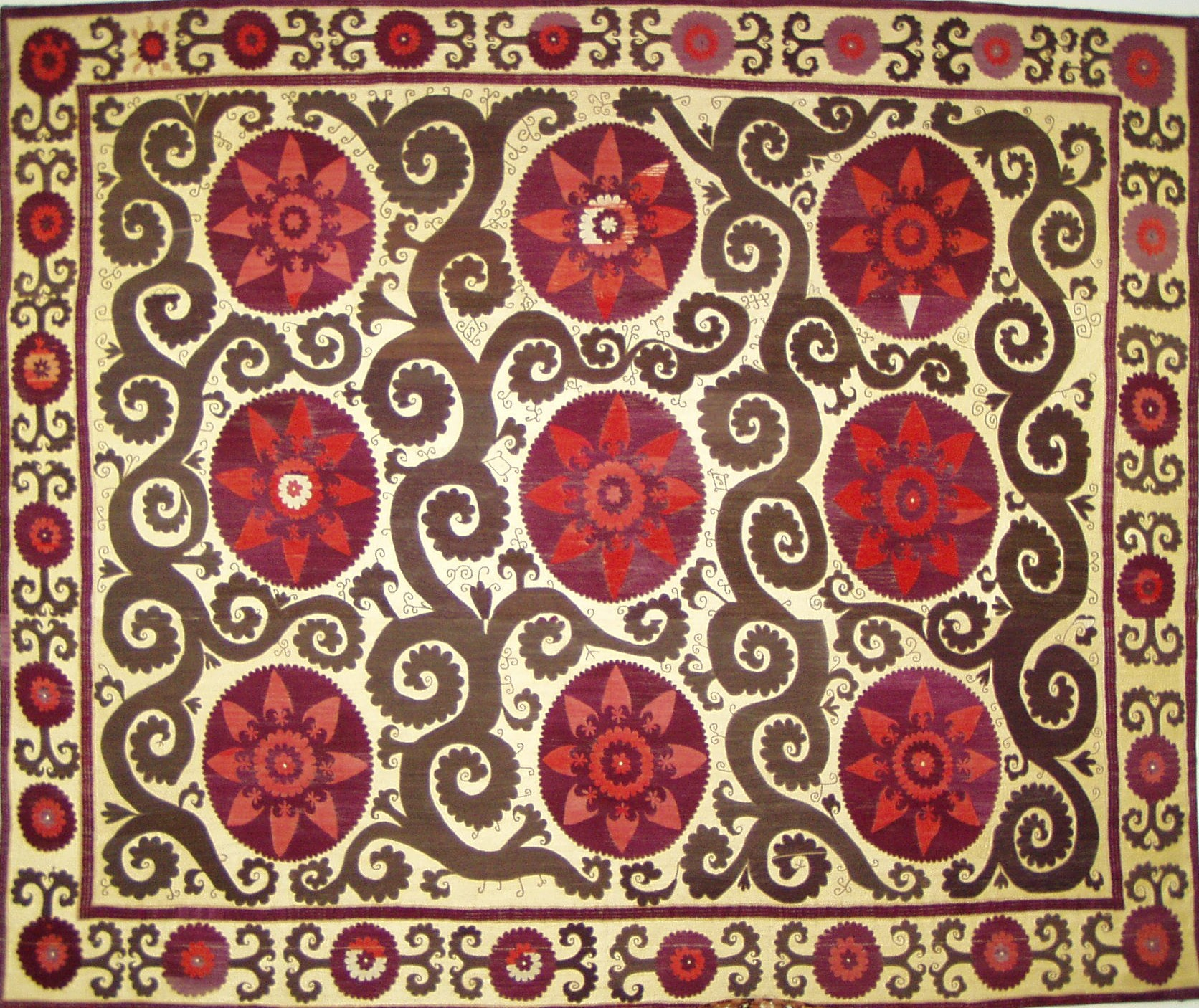
Ташкентское сузани
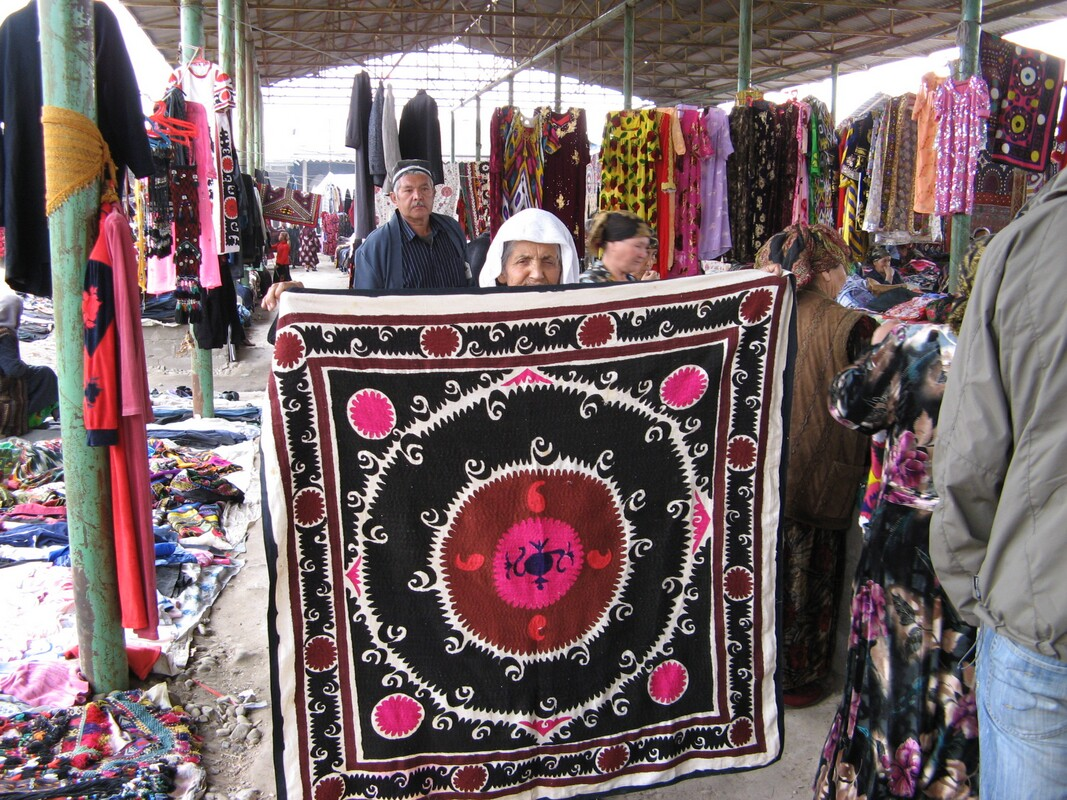
Самаркандское сузани